# Sigit Hermawan
Sigit Hermawan (sinh ngày 25 tháng 10 năm 1990) là một cầu thủ bóng đá người Indonesia hiện tại thi đấu cho PSGC Ciamis cho mượn từ Persib Bandung ở Liga Indonesia Premier Division.

## Sự nghiệp

### Persib Bandung
Anh có màn ra mắt cho Persib Bandung trước Persiba Balikpapan, đá 7 phút.

### PSGC Ciamis
Vào tháng 1 năm 2015, anh được cho mượn đến PSGC Ciamis từ Persib Bandung.

## Thống kê câu lạc bộ
| Câu lạc bộ      | Mùa giải | Super League | Super League | Premier Division | Premier Division | Piala Indonesia | Piala Indonesia | Tổng    | Tổng      |
| Câu lạc bộ      | Mùa giải | Số trận      | Bàn thắng    | Số trận          | Bàn thắng        | Số trận         | Bàn thắng       | Số trận | Bàn thắng |
| --------------- | -------- | ------------ | ------------ | ---------------- | ---------------- | --------------- | --------------- | ------- | --------- |
| Persija Jakarta | 2010-11  | 0            | 0            | -                | -                | -               | -               | 0       | 0         |
| Persib Bandung  | 2011-12  | 3            | 0            | -                | -                | -               | -               | 3       | 0         |
| Persib Bandung  | 2013     | 1            | 0            | -                | -                | -               | -               | 1       | 0         |
| Persib Bandung  | 2014     | 0            | 0            | -                | -                | -               | -               | 0       | 0         |
| Tổng            | Tổng     | 4            | 0            | -                | -                | -               | -               | 4       | 0         |

## Danh hiệu
Persib Bandung U-21
Vô địch
- Indonesia Super League U-21: 2009−10

Persib Bandung
Vô địch
- Indonesia Super League: 2014